# The Miracle (пісня)
«The Miracle» (укр. «Диво») — пісня та сингл британського рок-гурту «Queen». Вона була складена всім гуртом, хоча Фредді Мерк'юрі і Джон Дікон були головними авторами. Це був п'ятий та останній сингл однойменного студійного альбому гурту «The Miracle», що вийшов наприкінці листопада 1989 року, через пів року після альбому, і став першим п'ятим синглом, виданим до будь-якого з альбомів «Queen» лейблом «EMI».

## Про пісню
Ідея створення пісні походить від Фредді Мерк'юрі і Джона Дікона, які написали основну структуру акордів для композиції. Всі чотири члени гурту зробили свій внесок в написання лірики та музичні ідеї. Пісня була зарахована до спільної творчості «Queen», незалежно від того, хто був фактичним її автором — таке рішення було прийняте учасниками гурту ще під час запису альбому. Хоча для Фредді Мерк'юрі та Браяна Мея пісня була однією з найулюбленіших, Роджер Тейлор казав в аудіокоментарях у відеозбірці «Greatest Video Hits 2», що, хоча пісня і не була серед його улюблених, він поважав її як «неймовірно складну композицію».
Як і в більшості інших пісень «Queen», в пісні присутні алюзії на навколишню для музикантів дійсність часів її написання: згадуються кілька «див на Землі», таких, як пам'ятники архітектури: Тадж Махал і Вавилонська вежа. Водночас «Вавилонська вежа» — пісня 1975 року сера Елтона Джона, давнього друга Мерк'юрі. Інша згадувана «пара див», капітан Джеймс Кук, Каїн та Авель (що явно перегукується з однойменними телесеріалами 1987 і 1985 років відповідно) і Джимі Гендрікс (неодноразово згадується в інтерв'ю, як улюблений музикант Мея і Мерк'юрі). Всі ці «дива на Землі» приписуються до «творінь Бога, великих і малих», таким прийомом було відмічено можливе релігійне підґрунтя пісні. Також у пісні йдеться про «одне диво», на яке «ми всі чекаємо» — «мир на Землі і припинення війни».

## Реліз
Для оформлення обкладинки синглу було використано обкладинку альбому, відтворену у вигляді голографії. «Б»-сторона синглу містила живі версії пісень «Stone Cold Crazy» і «My Melancholy Blues», які спочатку вийшли в альбомах «Sheer Heart Attack» і «News of the World » відповідно.

## Музичне відео
У музичному відео до пісні представлено чотирьох хлопчиків, які виступають у ролі «Queen» на сцені: Пол Говард (Браян Мей), Джеймс Керрі (Джон Дікон), Адам Гледдіш (Роджер Тейлор) та тоді ще невідомий майбутній актор Росс Макколл (Фредді Мерк'юрі). Під час всього відео Макколл з'являється у вигляді чотирьох різних втілень Мерк'юрі: Фредді 1977 року (з довгим волоссям, одягнений у чорно-біле спандексове трико), Фредді 1978—1979 років (одягнений у поліційну форму зі шкіряною курткою, хоча Фредді зображений з вусами насправді він ніколи не одягав поліційну форму, коли мав вуса), Фредді під час концерту «Live Aid» 1985 року (одягнений у білу майку і джинси та взутий у черевики «Adidas»), Фредді під час виступів «The Magic Tour» 1986 року (одягнений у жовту шкіряну куртку і штани). Самі «Queen» з'являються лише в кінці відео. Відео було знято на студії «Pinewood» в листопаді 1989 року. За словами Роджера Тейлора, Мерк'юрі жартував щодо відправлення хлопчиків на гастролі замість них через те, наскільки добре вони виступили у відео. Згідно зі статтею музичного журналу «New Musical Express», що вийшла 2011 року, Пол Говард, який зіграв роль Браяна Мея, нині є керівником об'єктів «LegoLand» у Віндзорі, Велика Британія.

## Трек-лист
CD
1. «The Miracle» — 5:05
2. «Stone Cold Crazy» (з концерту у театрі «Rainbow», Лондон, 1974 рік) — 2:12
3. «My Melancholy Blues» (з концерту у Х'юстоні, Техас, 1977 рік) — 3:48

## Музиканти
- Фредді Мерк'юрі — вокал, бек-вокал, піаніно, синтезатор
- Браян Мей — електрогітара, бек-вокал
- Роджер Тейлор — ударні, бек-вокал
- Джон Дікон — бас-гітара